# Naphtholphthalein
Naphtholphthalein ist ein Triphenylmethanfarbstoff und gehört zur Familie der Phthaleine. Der Name setzt sich aus Naphthol und Phthalsäureanhydrid zusammen. Es findet Verwendung als pH-Indikator.

## Eigenschaften
Es liegt ein Farbumschlagsbereich vor:
- pH 7,3–8,7: Farbänderung von farblos-rötlich nach blaugrün

Naphtholphthalein ist in Wasser nicht löslich und findet meist in 0,1%iger alkoholischer Lösung Verwendung. Es ist selbst eine schwache Säure.

## Darstellung
In einer Friedel-Crafts-Acylierung werden α-Naphthol und Phthalsäureanhydrid in Gegenwart geringer Mengen konzentrierter Schwefelsäure umgesetzt.